# Fernandão
Fernando Lúcio da Costa, beter bekend als Fernandão (Goiânia, 18 maart 1978 – Aruanã, 7 juni 2014), was een Braziliaans voetballer.
Fernandão was aanvaller en speelde in 2005 één interland voor Brazilië. Dat was een wedstrijd tegen Guatemala.
Fernandão begon zijn loopbaan in 1997 bij Goiás EC, werd vier keer landskampioen en speelde vanaf 2001 tot en met 2004 bij Olympique Marseille en Toulouse FC in Frankrijk. Daarna ging hij weer terug naar zijn vaderland om te spelen bij SC Internacional. In 2006 won hij met hen de Copa Libertadores en het wereldkampioenschap voetbal voor clubs. Vanaf 2008 speelde hij in Qatar bij Al-Gharrafa en in 2009 keerde hij terug naar Goias om vervolgens zijn spelersloopbaan te beëindigen bij São Paulo FC.
Hij werd daarna sportbestuurder bij SC Internacional en ook ingezet als interim-coach.
Fernandão overleed op 36-jarige leeftijd bij een helikopterongeluk in Aruanã.